# 她很漂亮 (韩国电视剧)
《她很漂亮》為韓國MBC於2015年9月16日起播出的水木連續劇，由《心懷叵測的恢單女》鄭大胤導演與《高校處世王》趙成熙作家合作拍攝，是一部浪漫愛情喜劇類型的電視劇。

## 劇情簡介
以從美國空降到The Most時尚雜誌副總編輯池成俊（朴敘俊飾）與他的初戀及以前的同學、對自己的形象毫無管理的金惠珍（黃正音飾）的愛情故事為主題，講述逆變成恐龍女的金惠珍、逆襲成高富帥的池成俊，看似完美實則擁有反差萌的性感女閔夏莉（高濬熙飾）和神秘男金信赫（崔始源飾）4名男女之間的故事。

## 演員陣容

### 主要人物
| 演員                | 角色   | 介紹 | 國語配音 | 國語配音            | 粵語配音            |
| 演員                | 角色   | 介紹 | 八大     | Oh!K                | 粵語配音            |
| 黃正音 兒時：鄭多彬 | 金惠珍 | 職位：資源管理部職員（第1、14集）、The Most 編輯部助手（第2－14集）、童話作家（第15集起） 性格溫暖幽默，待人善良，幼時在同學眼中是個外表與學業表現皆完美的女孩，而全班也唯獨她對身材肥胖又自卑的池成俊伸出友誼的手，逐漸建立起的兩小無猜感情，直到成俊出國、父親經營的出版社破產搬家後失去聯繫。成長過程中惠珍在念書同時不得不靠打工維持生計，也因此頭腦雖說保持聰明伶俐，但就讀的大學只能說勉強過得去。在忙碌又混亂的求生之餘無力維持外貌，可能接受了外貌相當見外的父親的基因傳遞，這個基因原來在某個地方藏的嚴嚴實實的，但在青春期後大爆發，後來始終以一頭爆炸毛髮和毫無遮掩的雀斑生活著，即使因為外貌在工作上吃過不少苦頭，但金惠珍仍保持樂觀態度生活著。直到某一天，小學時的初戀情人池成俊與她聯繫，但她因為缺乏自信，讓夏莉假扮自己赴約，也陰錯陽差地讓夏莉對成俊種下情根。 因為一次偶然的翻譯文件，被車記者相中取代原先約聘作家進入 The Most 編輯部，然而不懂時尚的她完全對服裝、化妝品與品牌名詞一竅不通，經常被池成俊毫不留情地責備，不甘心的金惠珍決定奮起惡補，向閔夏莉請教時尚術語，充實知識的她，果真讓池成俊刮目相看。之後兩人偶然在一次出差機會中變得熟稔，心中也對彼此產生了微妙的感情。但是，因一次拍攝工作的誤會，惠珍被池成俊於盛怒之下解雇。傷心之下，惠珍本來已決意遠離 The MOST 編輯部，另外接受管理部長介紹的工作，但後來心疼父親印刷機器老舊，加上成俊誠摯的道歉和挽留，開始從頭改造與反省自己──拉直頭髮、學會化妝與穿搭之後便脫離恐怖的造型，變為漂亮的女人。曾經因閔夏莉與池成俊之間的感情關係而不敢對他投入愛意，後來閔夏莉想通後鼓勵她去愛池成俊後，兩人感情急速發展。 最後在 The Most 雜誌三個月的任期以銷量重回第一的輝煌成績作結回到管理組。不過惠珍心裡牢記著童話作者的鼓勵，在和成俊去美國的掙扎之中，決心搶先一步向成俊求婚，她向成俊承諾，想完成兒時夢想成為一位童話作家。兩人約定好一年後結婚。與此同時金惠珍正式搬到 Heyri 藝術村一邊居住、一邊開啟童話寫作的日子。 最後與成俊於一年後成婚，開始婚後兼任童話作家的生活，並育有一女兒。 | 詹雅菁   | 馮友薇              | 馮詠恩 兒時：張惠雯 |
| 朴敘俊 兒時：梁韓烈 | 池成俊 | 職位：The Most 副總編（第2－14集）、The Most 總編（第16集起） 池成俊童年時代和同齡人相比身高要矮10cm，體重重10kg，和女孩子都不敢對視，上課時間連發表都做不來的人物，常被同齡人取笑，導致性格自卑，但因為得到金惠珍的友善關懷，開始對自己產生自信，也有了想守護的人。全家移民美國後，歲月和對於初戀的執著改變了成俊，不只外表化身為模特的水準，他也在全球知名的時尚雜誌 MOST 就職。成俊年幼時母親因交通意外離世，因目睹自己的母親困在車內死亡的畫面在腦海中迴盪着，從此患上恐慌症，每逢雨天時無法駕駛，心情慌亂，幼年唯有一次在雨天病發，是金惠珍給予他傾聽 The Carpenters〈Close to you〉才得以平靜下來。 池成俊從美國回到韓國，任務只有一個，就是將世界上著名時裝雜誌 The Most 唯一取得第二名銷量的韓國版於三個月內取得首位，否則韓國版將被廢刊。不過除此之外，池成俊心裡最大的願望，就是找到初戀：金惠珍。 他是個工作極其認真的工作狂，固執己見，獨斷專行。對其他女人而言雖是個乏味的男人，但在金惠珍面前卻是個具有無限溫暖的魅力型人物。他在假扮金惠珍的閔夏莉面前溫暖幽默，但對公司的下屬金惠珍犯錯時皆是毫不留情的責備。雖然起初對金惠珍極為厭惡，但後來與她有了更多機會和時間相處，發現惠珍身上溫暖善良的性格如此熟悉且吸引成俊，不只改變了他在工作上咄咄逼人的個性，讓他懂得在同事之間放軟姿態展露笑容，也進而對金惠珍產生愛意。當成俊正想要好好處理自己對於假扮惠珍的閔夏莉之間的關係時，偶然揭發了閔夏莉的真實身分。也因此，雖然和金惠珍相認，但惠珍因自己害怕傷害閔夏莉的感情，想拒絕池成俊。幸好後來池成俊的溫柔和努力感動了惠珍，兩人成功地再續前緣。 三個月的期限已然逼近，縱然池成俊下了很多努力，但首兩個月的銷量還是屈居第二名，因而最後一次機會包袱是如此沉重，身體也提出了警訊，這使得金惠珍十分心疼，池成俊答應金惠珍，如果周刊取得首位，將會向她求婚。當大家將所有希望投注在20周年特刊時，原先預計採訪的主題人物萊納德金卻捲入醜聞，池成俊在缺少主要採訪之下堅持讓編輯部眾人寫他們想寫的作品，不希望讓大家留下遺憾──如果真是最後一期，亦能完美的退場。一方面他努力聯絡神秘作家 Ten，後來 Ten 表示願意接受採訪時，赴約才發現原來這位神祕作家就是金信赫。池成俊想拒絕信赫的建議，因為他擔心這樣一來會讓信赫維持多年的平靜生活受到衝擊，然而金信赫已搶先一步將採訪交給印刷廠，也因為 Ten 的特輯，The Most 成功奪回首位。 總公司有意將池成俊調回美國並且升職，成俊原先要帶惠珍一起離開的念頭，也為了讓惠珍追求她的夢想而放手，不過兩人心意相通，在成俊家彼此求婚後，約定一年後結婚。 最後與惠珍於一年後成婚並育有一女兒，亦開始婚後繼續擔任總編輯帶領眾人的任務。 | 宋昱璁   | 黃天佑 兒時：郭馨雅 | 蔡威賢 兒時：黃鳳英 |
| 高準熹 兒時：李子仁 | 閔夏莉 | 職位：酒店接待員（第1－12集、16集起） 酒店管理者，和金惠珍是獨一無二的朋友關係。 夏莉在世人眼裡儼然是個女神：漂亮的臉蛋，身材及時尚感，性格熱情，痛痛快快，在男人們中很有人氣。不過至今雖然見到過很多男人，但一次都沒有心動過。父母突然離婚後，由於不願意與繼母生活，在20歲時，以與好友慧珍一起生活為條件，順利脫離原生家庭。「閔夏莉和金惠珍永遠是最好的朋友!」這段友誼卻因一次金惠珍的委託，夏莉勉強答應假扮金惠珍，和池成俊重逢時事情開始複雜了，她遇到有生以來第一次想真心去愛的人，但對方偏偏是惠珍的初戀情人，使她在友情與愛情之間陷入矛盾。後來深陷於與池成俊的關係，本要和成俊說明白的她，三番兩次錯過，最後一次和成俊見面時，正是被他難堪地揭開真相。因懷愧疚和情傷，一度想遠離一切，不過後來得到金惠珍的諒解，兩人重歸於好，夏莉也漸漸恢復自信，並與成俊將話說開。 和生母見面後，打開了對於母親長久的矛盾與心結，閔夏莉決定從頭來過──不想再接受父親的庇蔭，而辭去酒店的工作，並且斷絕家中一切金援，她決心專心讀書專攻酒店經營，日後堂堂正正地重返她最喜愛的酒店管理人職位。 最後憑著自己的知識成功獲得酒店管理人一職，正式靠自己的實力繼續生活。 | 陶敏嫻   | 龍顯蕙              | 石梓晴              |
| 崔始源              | 金信赫 | 職位：The Most 主編（第1－14集）、小說作家（第16集起） 電影、攝影、時尚等擁有多方面才能的雜誌社主編。實際身份為國際名作家 Ten，但一直隱藏身份。年少時為一個孤兒，直到十二歲時被一個美國家庭收養。高中時在網上寫書，後來被出版社相中而出版成書，成為世界知名作家。 金信赫是個臉皮厚、滑頭滑腦也深思熟慮的人，但是個從不袒露自己真實的內心，什麼心思都無法知道的神秘人物，與金惠珍結下友情並喜歡上她。 喜歡說蹩腳的笑話，凡事懈怠，玩世不恭，隨和而圓滑。作為酒店總統套房的長期住宿者，是誘發懸念的帶著“面紗”的人物。性格從容淡定，很少感到緊張，不看別人的臉色，總是直言不諱。大家都看上司成俊的臉色，他卻面帶笑容對成俊說出該說的，想說的甚至不該說出的話。面對強者更加強硬，面對弱者變得心軟。指導到公司見習的慧珍工作，和她是如同性朋友般的純友情，但從某一瞬間起把她當作異性愛慕。縱然對金惠珍投下感情及保護，但始終未能得到她的心。最後在金惠珍到醫院探望因工作過勞而暈倒的成俊的时候，以擲硬幣方式決定繼續愛金惠珍還是離開這段關係，最後他著惠珍去病房探望成俊，自願放棄單戀關係，但擲硬幣結果實質為繼續去愛。 後期因 The Most 20週年特刊的主打訪問對象 Leonard Kim 的訪問告吹，眾人欲找一直不露面的作家 Ten 做訪問，於看見惠珍為雜誌結束而流淚及盡了責任但無法挽救雜誌而累極而睡的成俊的畫面時，決定公開身份給 The Most 訪問，挽救雜誌的命運。最後與眾人話別後，唯獨欠缺了惠珍，但於該日夜晚在大街上向惠珍一人告別後，正式離開韓國。 最後在外國留宿一段時間後返回韓國，並開展全職作家的生活。 | 李世揚   | 周寧                | 杜景煜              |

### 金惠珍家族人物
| 演員   | 角色   | 介紹 | 國語配音 | 國語配音 | 粵語配音 |
| 演員   | 角色   | 介紹 | 八大     | Oh!K     | 粵語配音 |
| 朴忠善 | 金重燮 | 惠珍的父親，於印刷廠工作，曾為出版社老闆但後來破產，令到本來不愁衣食的家變得貧窮。泛紅及滿佈雀斑的面部特徵遺傳給惠珍，但直至青春期才逆變成恐怖的外貌。 |          | 劉傑     | 馮瀚輝   |
| 李壹花 | 韓靜慧 | 惠珍的母親，幼年時的惠珍和惠琳遺傳了媽媽的美貌，性格溫柔，同時和夏莉的媽媽惠靜也是閨蜜情誼。                                                           | 陳美貞   | 郭馨雅   | 張惠雯   |
| 鄭多彬 | 金惠琳 | 惠珍的妹妹，擁有和童年時的惠珍一模一樣的美麗外貌，性格驕縱，常和惠珍逗嘴。                                                                             | 楊凱凱   | 許淑嬪   | 張惠雯   |

### 閔夏莉家族人物
| 演員   | 角色   | 介紹                                                                                         | 國語配音 | 國語配音 | 粵語配音 |
| 演員   | 角色   | 介紹                                                                                         | 八大     | Oh!K     | 粵語配音 |
| 尹宥善 | 車惠靜 | 夏莉的生母，旅日珠寶設計師，和惠珍的媽媽是閨蜜。                                             | 楊凱凱   |          | 曾慶珏   |
| 徐正妍 | 羅智善 | 夏莉的繼母，待夏莉冷淡。兩人間言語常針鋒相對。                                               |          |          | 冼詠儀   |
| 李炳俊 | 閔容基 | 夏莉的父親，深愛著夏莉，不管金錢或是生活無條件提供最好的，但總苦惱於繼妻和女兒間緊張的關係。 |          |          |          |

### The Most 編輯部
| 演員   | 角色   | 介紹 | 國語配音 | 國語配音 | 粵語配音 |
| 演員   | 角色   | 介紹 | 八大     | Oh!K     | 粵語配音 |
| 黃石正 | 金拉拉 | 職位：The Most 總編（第1－16集） 真性集團會長的妹妹，空降總編的位子，每天的裝扮總是驚為天人，為人瘋癲不正經，喜愛在語句中加插數句外語。金豐浩的姑母，一直隱藏這個身份。於 The Most 20週年紀念晚會中臨時取替因天雨而在半路中無法駕駛的池成俊成為開幕辭的致辭人，成功以獨特風格取得觀眾的喜愛。最後嫁給小15歲的意大利模特兒 Dalio 而辭去 The Most 總編一職，並將這個重任交由池成俊承繼。 | 陳美貞   | 許淑嬪   | 曾慶珏   |
| 安世河 | 金豐浩 | 職位：The Most 專題組總監（第1集起）、MOST 雜誌社副社長（第14集起） 喜愛在辦公室睡覺及用竹棍搔癢。後來在真性集團副社長就任儀式正式現身，公開自己隱藏的身份，金拉拉的姪子。 |          |          | 鄧燦陽   |
| 申東美 | 車珠英 | 職位：The Most 時尚組總監（第1－16集）、The Most 副總編（第16集起） 組內最資深前輩，負責統籌每個人的行動，性格冷靜，表面冷酷但待人很親切，認定慧珍實力給予寫報導的機會。 | 楊凱凱   | 雷碧文   | 黃鳳英   |
| 朴有煥 | 金俊宇 | 職位：The Most 時尚組助理（第1集起） 足球俱樂部會長的兒子，因而被韓雪誤以為是真性集團會長的兒子而追求他，令他對韓雪日久生情。後來因為不是會長的兒子被她拋棄，最後前往相親時，韓雪不捨得放棄他而復合。 |          | 劉傑     |          |
| 姜秀珍 | 周雅凛 | 職位：The Most 美容組總監（第1集起） 韓雪的上司，曾因為車壞掉在會議遲到被成俊罵。 |          |          | 黎皓宜   |
| 申惠善 | 韓雪   | 職位：The Most 美容組助理（第1集起） 典型拜金女，為追尋公司內真性集團會長的兒子而瘋狂。誤認金俊宇為會長的兒子，曾多次誘導他，令金俊宇愛上了她。得知俊宇不是會長的兒子後曾拋棄他，最後與俊宇共諧連理。 | 陶敏嫻   | 郭馨雅   | 冼詠儀   |
| 車貞媛 | 鄭善敏 | 編輯組助理 |          | 許淑嬪   |          |
| 裴敏廷 | 朴怡景 | 編輯組助理，金髮是其特色 |          | 雷碧文   |          |
| 林世柱 | 李恩英 | 編輯組助理，總帶著圓眼鏡 |          | 龍顯蕙   | 冼詠儀   |

### 管理組
| 演員   | 角色   | 介紹         | 國語配音 | 國語配音 | 粵語配音 |
| 演員   | 角色   | 介紹         | 八大     | Oh!K     | 粵語配音 |
| 金河均 | 富鍾萬 | 管理組部長   |          | 吳文民   | 馮瀚輝   |
| 陳慧沅 | 李瑟菲 | 管理組實習生 |          | 雷碧文   | 張惠雯   |
| 趙昌根 | 光熙   | 管理組職員   |          |          | 鄧燦陽   |

### 特別演出
| 演員   | 角色               | 介紹 | 國語配音 | 國語配音 | 粵語配音 |
| 演員   | 角色               | 介紹 | 八大     | Oh!K     | 粵語配音 |
| 金盛吳 | 酒吧搭訕男         | 3    |          |          |          |
| 黃石正 | 農場餐廳大嬸       | 7    |          | 許淑嬪   | 曾慶珏   |
| 金濟東 | 20周年紀念晚會主持 | 9    | 符爽     | 黃天佑   | 鄧永健   |
| 南貞姬 | 查詢酒店事務的婆婆 | 16   |          |          | 曾慶珏   |

## 原聲帶
- Part.1（發行日期：2015年9月23日）

| 曲序 | 曲目             | 演唱   | 时长 |
| ---- | ---------------- | ------ | ---- |
| 1.   | 隆隆隆（쿵쿵쿵） | 金民勝 | 3:25 |
| 2.   | 隆隆隆（Inst.）  |        | 3:25 |

- Part.2（發行日期：2015年9月24日）

| 曲序 | 曲目          | 演唱 | 时长 |
| ---- | ------------- | ---- | ---- |
| 1.   | 偶爾（가끔）  | Zia  | 3:56 |
| 2.   | 偶爾（Inst.） |      | 3:56 |

- Part.3（發行日期：2015年9月30日）

| 曲序 | 曲目                 | 演唱             | 时长 |
| ---- | -------------------- | ---------------- | ---- |
| 1.   | 再一步（한 걸음 더） | 基賢（Monsta X） | 3:25 |
| 2.   | 再一步（Inst.）      |                  | 3:25 |

- Part.4（發行日期：2015年10月14日）

| 曲序 | 曲目                   | 演唱                       | 时长 |
| ---- | ---------------------- | -------------------------- | ---- |
| 1.   | 你不知道吧（모르나봐） | 韶宥（Sistar）& Brother Su | 3:20 |
| 2.   | 你不知道吧（Inst.）    |                            | 3:20 |

- Part.5（發行日期：2015年10月22日）

| 曲序 | 曲目               | 演唱                 | 时长 |
| ---- | ------------------ | -------------------- | ---- |
| 1.   | 只有你（너뿐이야） | 始源（Super Junior） | 4:18 |
| 2.   | 只有你（Inst.）    |                      | 4:18 |

- Part.6（發行日期：2015年11月6日）

| 曲序 | 曲目          | 演唱   | 时长 |
| ---- | ------------- | ------ | ---- |
| 1.   | 遠途（먼 길） | 朴敘俊 | 4:12 |
| 2.   | 遠途（Inst.） |        | 4:12 |

### OST 1
- 發行日期：2015年11月12日

| 曲序 | 曲目                            | 演唱                       | 时长 |
| ---- | ------------------------------- | -------------------------- | ---- |
| 1.   | 隆隆隆（쿵쿵쿵）                | 金民勝                     | 3:25 |
| 2.   | 偶爾（가끔）                    | Zia                        | 3:56 |
| 3.   | 再一步（한 걸음 더）            | 基賢（Monsta X）           | 3:25 |
| 4.   | 你不知道吧（모르나봐）          | 韶宥（Sistar）& Brother Su | 3:20 |
| 5.   | 只有你（너뿐이야）              | 始源（Super Junior）       | 4:18 |
| 6.   | 遠途（먼 길）                   | 朴敘俊                     | 4:12 |
| 7.   | 隆隆隆（쿵쿵쿵）（Inst.）       | Various Artists            | 3:25 |
| 8.   | 偶爾（가끔）（Inst.）           | Various Artists            | 3:56 |
| 9.   | 再一步（한 걸음 더）（Inst.）   | Various Artists            | 3:25 |
| 10.  | 你不了解我（모르나봐）（Inst.） | Various Artists            | 3:20 |
| 11.  | 只有你（너뿐이야）（Inst.）     | Various Artists            | 4:18 |
| 12.  | 遠途（먼 길）（Inst.）          | Various Artists            | 4:12 |

### OST 2
- 發行日期：2015年11月12日

| 曲序 | 曲目                                        | 演唱            | 时长 |
| ---- | ------------------------------------------- | --------------- | ---- |
| 1.   | 她很漂亮（그녀는 예뻤다）（主題音樂）       | Various Artists | 2:44 |
| 2.   | 尋找隱藏的拼圖（숨은 퍼즐 찾기）            | Various Artists | 3:51 |
| 3.   | 初戀的回憶（첫사랑의 추억）                 | Various Artists | 2:47 |
| 4.   | 找到了！我的雨傘（찾았다!나의 우산）        | Various Artists | 2:59 |
| 5.   | Violet Memory                               | Various Artists | 1:45 |
| 6.   | 你可以期待（기대어 울 수 있는 너）          | Various Artists | 3:12 |
| 7.   | 未知的感情（알수 없는 감정）                | Various Artists | 2:45 |
| 8.   | 有洞的襪子（구멍 난 양말）                  | Various Artists | 3:41 |
| 9.   | 現在，我最愛的人（지금 내가 좋아하는 사람） | Various Artists | 2:51 |
| 10.  | Onion's Love                                | Various Artists | 3:05 |
| 11.  | 想念你的我（보고 싶었다.. 나의 너）         | Various Artists | 3:46 |
| 12.  | 來刺（가시오다）                            | Various Artists | 2:17 |
| 13.  | The Most                                    | Various Artists | 1:49 |
| 14.  | 她的身份（그녀의 정체）                     | Various Artists | 1:57 |
| 15.  | 小記者（똘기자）                            | Various Artists | 1:33 |
| 16.  | 孤單（외롭다）                              | Various Artists | 3:08 |
| 17.  | Let's Start!                                | Various Artists | 1:28 |
| 18.  | 我們的故事（우리들의 이야기）               | Various Artists | 2:20 |
| 19.  | 那麼我最後的請求（제 마지막 부탁은요）      | Various Artists | 2:33 |
| 20.  | 除了姐姐（빼꼼이 누나）                     | Various Artists | 2:14 |
| 21.  | 不是正常的（정상은 아니야）                 | Various Artists | 0:10 |
| 22.  | 慌亂的傾向（들키면 절대 안돼）              | Various Artists | 2:03 |
| 23.  | 無法擁有的心（가질 수 없는 마음）           | Various Artists | 2:28 |
| 24.  | 你是誰（누구야, 너）                        | Various Artists | 2:13 |
| 25.  | Un Poco, Un Poco                            | Various Artists | 1:44 |
| 26.  | 絕對不能被發現（당황스러운 경향이..）       | Various Artists | 2:04 |
| 27.  | 坐立不安（안절부절）                        | Various Artists | 1:46 |
| 28.  | 喚醒Jackson（정신차려 짹슨）                | Various Artists | 1:59 |

### 其他搭配歌曲
- 台灣八大電視版本
  - 片頭曲：蕭煌奇《下個街角》
  - 片尾曲：李佳薇《鍊愛》

- 2017年重播
  - 片頭曲：葉子淇《我的時間》
  - 片尾曲：葉子淇《你可以愛我嗎》

- 2019年重播
  - 片頭、尾曲：廖文強《習慣》

## 收視率
| 集數       | 播出日期   | 標題                              | TNmS 收視率      | TNmS 收視率    | AGB 收視率       | AGB 收視率     |
| 集數       | 播出日期   | 標題                              | 大韓民國（全國） | 首爾（首都圈） | 大韓民國（全國） | 首爾（首都圈） |
| ---------- | ---------- | --------------------------------- | ---------------- | -------------- | ---------------- | -------------- |
| 1          | 2015/09/16 | 是部長您推薦我進來公司的嗎？      | 4.9%             | 5.8%           | 4.8%             | 5.0%           |
| 2          | 2015/09/17 | 以後 每一天都要看到池晟俊的臉嗎？ | 7.1%             | 8.1%           | 7.2%             | 7.8%           |
| 3          | 2015/09/23 | 我就是金惠珍啊！金！惠！珍！      | 8.0%             | 9.1%           | 8.5%             | 9.4%           |
| 4          | 2015/09/24 | 我要將事實全部說出來              | 7.8%             | 8.8%           | 9.9%             | 9.9%           |
| 5          | 2015/09/30 | 我 看起來漂亮嗎？                 | 9.0%             | 10.8%          | 10.7%            | 11.9%          |
| 6          | 2015/10/01 | 都一起過夜了，怎麼還這麼見外呀    | 8.4%             | 10.4%          | 10.2%            | 11.3%          |
| 7          | 2015/10/07 | 我 要跟副主編你說一件驚訝的事     | 11.8%            | 13.7%          | 13.1%            | 14.2%          |
| 8          | 2015/10/08 | 我 喜歡金惠珍                     | 13.2%            | 15.4%          | 14.5%            | 16.3%          |
| 9          | 2015/10/15 | 好好地回來了 歡迎                 | 16.2%            | 19.1%          | 16.7%            | 17.9%          |
| 10         | 2015/10/21 | 我 喜歡晟俊                       | 15.3%            | 17.4%          | 17.3%            | 19.7%          |
| 11         | 2015/10/22 | 我好想妳,金惠珍                   | 17.2%            | 19.7%          | 17.7%            | 19.2%          |
| 12         | 2015/10/28 | 從現在開始 我不會再逃跑了         | 15.5%            | 17.8%          | 16.5%            | 17.9%          |
| 13         | 2015/10/29 | 我 以後不會再讓你一個人了         | 15.0%            | 17.5%          | 18.0%            | 19.8%          |
| 14         | 2015/11/04 | 副社長就職儀式開始                | 15.3%            | 17.4%          | 15.9%            | 17.8%          |
| 15         | 2015/11/05 | 我想要變得漂亮                    | 15.0%            | 17.8%          | 16.9%            | 18.7%          |
| 16         | 2015/11/11 | 你來養我吧！                      | 15.0%            | 17.7%          | 15.9%            | 17.7%          |
| 平均收視率 | 平均收視率 | 平均收視率                        | 12.17%           | 14.16%         | 13.36%           | 14.66%         |

## 同時段作品
- KBS：《Assembly》、《生意之神－客主2015》
- SBS：《龍八夷》、《村莊：阿雉阿拉的祕密》

## 提名&獲獎列表
| 年度   | 頒獎典禮              | 獎項                        | 入圍者           | 結果 |
| 2015年 | 韓國畫梅獎            | 優秀作品賞                  | 李鎮錫 盧亨植    | 獲獎 |
| 2015年 | 韓國畫梅獎            | 照明導演賞                  | 金勇山           | 獲獎 |
| 2015年 | 第4屆APAN Star Awards | 中篇電視劇 男子優秀演技賞   | 朴敘俊           | 提名 |
| 2015年 | 第4屆APAN Star Awards | 女子配角賞                  | 黃石正           | 提名 |
| 2015年 | MBC演技大賞           | 大賞                        | 黃正音           | 提名 |
| 2015年 | MBC演技大賞           | 年度電視劇賞                | 年度電視劇賞     | 提名 |
| 2015年 | MBC演技大賞           | 放送三社PD賞                | 黃正音           | 獲獎 |
| 2015年 | MBC演技大賞           | 年度作家賞                  | 趙成熙           | 獲獎 |
| 2015年 | MBC演技大賞           | 迷你劇部門 女子最優秀演技賞 | 黃正音           | 獲獎 |
| 2015年 | MBC演技大賞           | 迷你劇部門 男子優秀演技賞   | 朴敘俊           | 獲獎 |
| 2015年 | MBC演技大賞           | 迷你劇部門 女子優秀演技賞   | 高濬熙           | 提名 |
| 2015年 | MBC演技大賞           | 迷你劇部門 最佳女配角賞     | 黃石正           | 獲獎 |
| 2015年 | MBC演技大賞           | 迷你劇部門 最佳女配角賞     | 申東美           | 提名 |
| 2015年 | MBC演技大賞           | 童星賞                      | 梁韓烈           | 獲獎 |
| 2015年 | MBC演技大賞           | 十大明星賞                  | 朴敘俊           | 獲獎 |
| 2015年 | MBC演技大賞           | 十大明星賞                  | 黃正音           | 獲獎 |
| 2015年 | MBC演技大賞           | 男子人氣賞                  | 朴敘俊           | 獲獎 |
| 2015年 | MBC演技大賞           | 男子人氣賞                  | 崔始源           | 提名 |
| 2015年 | MBC演技大賞           | 女子人氣賞                  | 高濬熙           | 提名 |
| 2015年 | MBC演技大賞           | 女子人氣賞                  | 黃正音           | 獲獎 |
| 2015年 | MBC演技大賞           | 最佳情侶賞                  | 朴敘俊、黃正音   | 提名 |
| 2015年 | MBC演技大賞           | 迷你劇部門 男子新人賞       | 朴有煥           | 提名 |
| 2015年 | MBC演技大賞           | 迷你劇部門 女子新人賞       | 申惠善           | 提名 |
| 2016年 | 第52屆百想藝術大賞    | 電視劇作品賞                | 電視劇作品賞     | 提名 |
| 2016年 | 第52屆百想藝術大賞    | 女子最優秀演技賞            | 黃正音           | 提名 |
| 2016年 | 第52屆百想藝術大賞    | 導演賞                      | 鄭大胤           | 提名 |
| 2016年 | 第52屆百想藝術大賞    | 男子人氣賞                  | 朴敘俊           | 提名 |
| 2016年 | 第52屆百想藝術大賞    | 女子人氣賞                  | 黃正音           | 提名 |
| 2016年 | 第43屆韓國放送大賞    | 中短篇優秀作品賞            | 中短篇優秀作品賞 | 獲獎 |
| 2016年 | 第43屆韓國放送大賞    | 演员赏                      | 黃正音           | 獲獎 |

## 大記事
- 本劇為朴敘俊與黃正音繼《Kill Me Heal Me》後二度合作演出MBC水木劇，兩人在劇中飾演兄妹，此次飾演情侶。
- 黄正音與高準熹時隔4年繼《能聽見我的心嗎？》後再度合作。
- 黃正音與趙成熙作家時隔6年繼《穿透屋頂的High Kick！》後再度合作。
- 黃正音為出演此劇集，她特意配合劇中初期毫無時尚觸覺的金惠珍而犧牲過往美麗的造型，以恐怖不堪的造型登場，令不少人愛上此劇集。[8]
- 後期劇情走向難以預測及主角有更多身份出現，而令劇集後期收視急升，更令網路最高收視飆升至60%，成為韓國史上第五高網路收視的劇集。
  - 第一位：《請回答1988》（2015年，91.8%）
  - 第二位：《捕鼠器裡的奶酪》（2016年，85.7%）
  - 第三位：《來自星星的你》（2014年，73.4%）
  - 第四位：《未生》（2014年，68.1%）

## 外部連結
- 官方網站 （页面存档备份，存于）
- 在Netflix上觀看《她很漂亮》

| MBC 水木劇                                | MBC 水木劇                                        | MBC 水木劇 |
| ----------------------------------------- | ------------------------------------------------- | ---------- |
|                                           | 她很漂亮 （2015年9月16日 - 2015年11月11日）       |            |
| 夜行書生 （2015年7月8日 - 2015年9月10日） | 甜蜜殺氣的家族 （2015年11月18日 - 2016年1月14日） |            |

| 新加坡、 马来西亚、 印度尼西亞、 香港 Oh!K 逢星期一 20:55 - 23:05 | 新加坡、 马来西亚、 印度尼西亞、 香港 Oh!K 逢星期一 20:55 - 23:05 | 新加坡、 马来西亚、 印度尼西亞、 香港 Oh!K 逢星期一 20:55 - 23:05 |
| ----------------------------------------------------------------- | ----------------------------------------------------------------- | ----------------------------------------------------------------- |
|                                                                   | 她曾漂亮 （2016年1月4日 - 2016年2月22日）                         |                                                                   |
| 夜行書生 （2015年10月26日 - 2015年12月28日）                      | 全為了你（第1-2集） （2016年2月29日）                             |                                                                   |

| 臺灣 八大戲劇台 星期一至五 23:00 - 00:00                                                                               | 臺灣 八大戲劇台 星期一至五 23:00 - 00:00   | 臺灣 八大戲劇台 星期一至五 23:00 - 00:00   |
| --- | ------------------------------------------ | ------------------------------------------ |
| | 她很漂亮 （2016年4月8日 - 2016年5月11日）  |                                            |
| 為純情著迷 （2016年3月21日 - 2016年4月7日）                                                                            | 秘密花園 （2016年5月12日 - 2016年6月22日） |                                            |
| 臺灣 八大綜合台 星期一至五 21:00 - 22:00                                                                               |                                            |                                            |
| 拜託了冰箱（星期一、二） （2015年11月23日 - 2016年4月5日）看見你的聲音2（星期三至五） （2016年1月27日 - 2016年4月8日） | 她很漂亮 （2016年4月11日 - 2016年5月12日） | 秘密花園 （2016年5月13日 - 2016年6月23日） |

| 香港 ViuTV 星期一至三 20:30 - 22:00                  | 香港 ViuTV 星期一至三 20:30 - 22:00            | 香港 ViuTV 星期一至三 20:30 - 22:00 |
| ---------------------------------------------------- | ---------------------------------------------- | ----------------------------------- |
|                                                      | 她很漂亮 （2016年6月22日 - 2016年7月20日）     |                                     |
| 愛你的時間，7000天 （2016年5月23日 - 2016年6月21日） | 回答吧！1988 （2016年7月25日 - 2016年9月13日） |                                     |

| 印度尼西亞 GTV 星期一至五 15:00 - 16:30 | 印度尼西亞 GTV 星期一至五 15:00 - 16:30 | 印度尼西亞 GTV 星期一至五 15:00 - 16:30 |
| --------------------------------------- | --------------------------------------- | --------------------------------------- |
|                                         | 她很漂亮 （2020年6月15日 - 2020年）     |                                         |
| -                                       | -                                       |                                         |